# Memnonia
Memnonia  è una caratteristica di albedo della superficie di Marte.